# Seerhausen
Seerhausen ist ein Ortsteil der Gemeinde Stauchitz im Jahnatal.

## Geographie und Verkehr

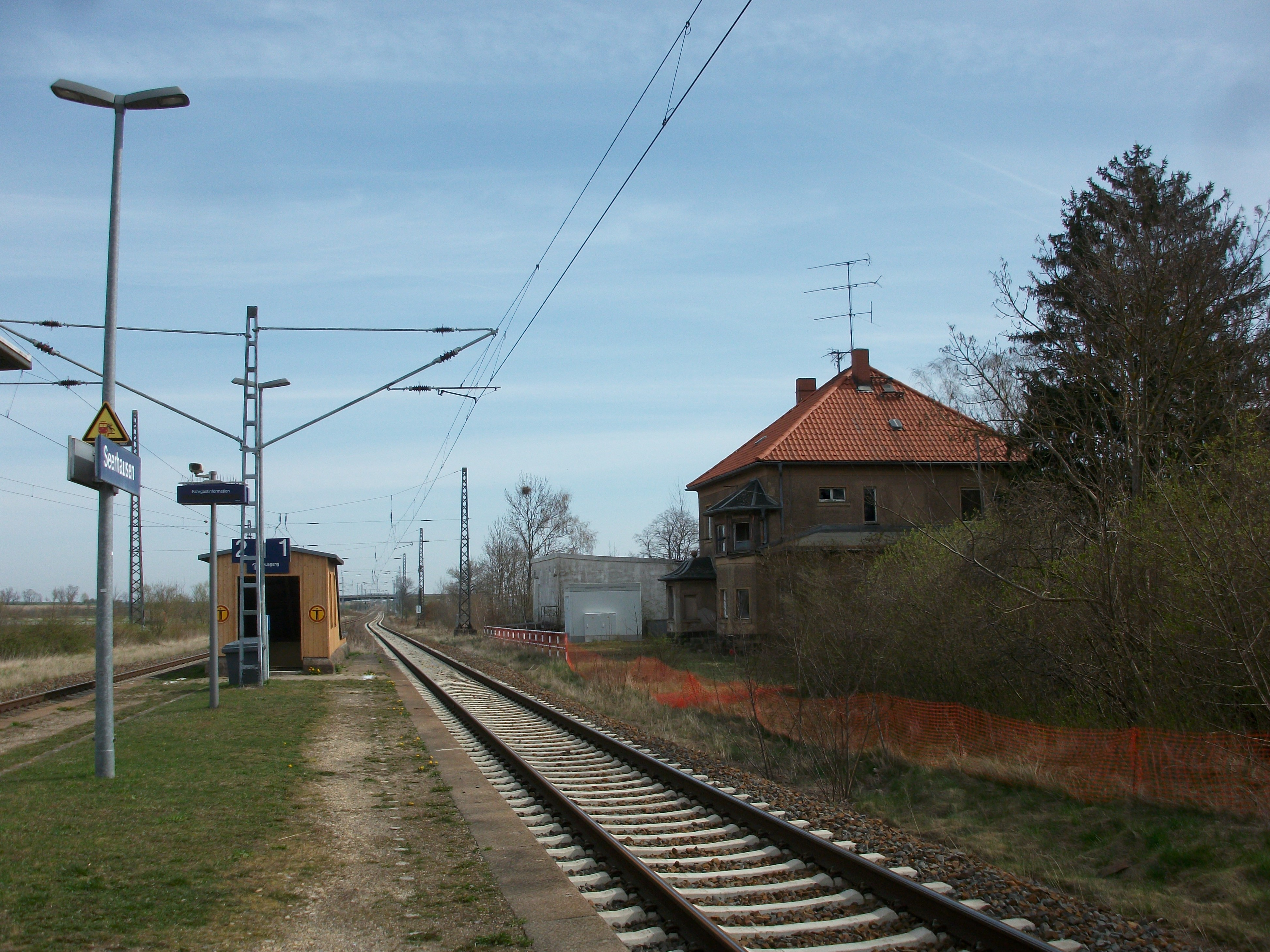
Haltepunkt Seerhausen (2022)

Seerhausen liegt direkt an der Jahna, am Rand der Lommatzscher Pflege, zwischen der Elbe und dem sächsischen Burgen- und Heideland. Oschatz und Riesa sind jeweils 8 km entfernt. Die B 6 und die B 169 verlaufen direkt durch den Ort. Seerhausen hat einen Haltepunkt an der Bahnstrecke Riesa–Chemnitz.

## Ortsteile
Zur ehemaligen Gemeinde Seerhausen gehörten die Ortsteile Groptitz und Kalbitz.

## Sehenswürdigkeiten
- Schlosspark Seerhausen
- Schlosskapelle Seerhausen

## Geschichte

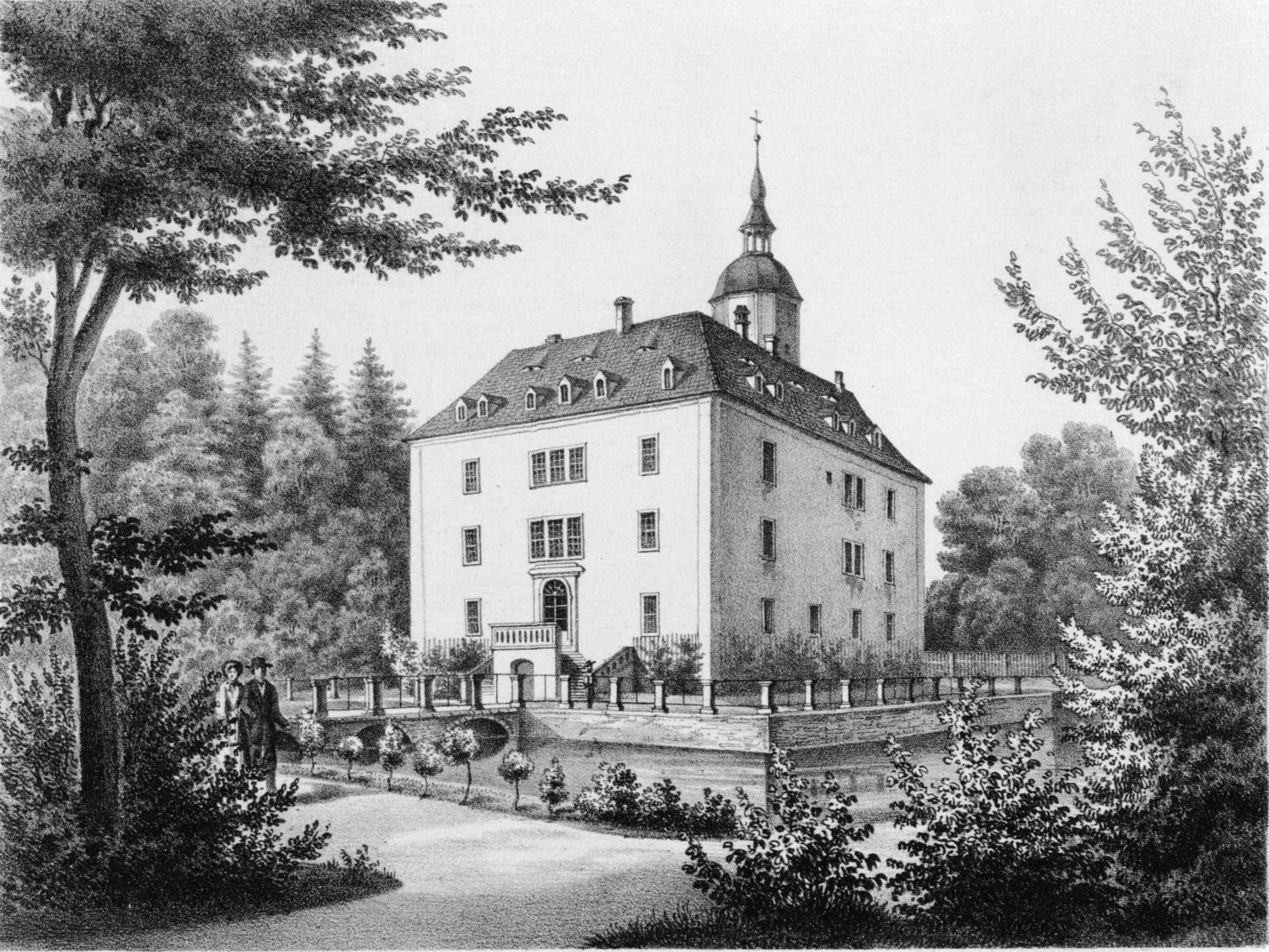
Schloss Seerhausen bis zum Umbau 1874

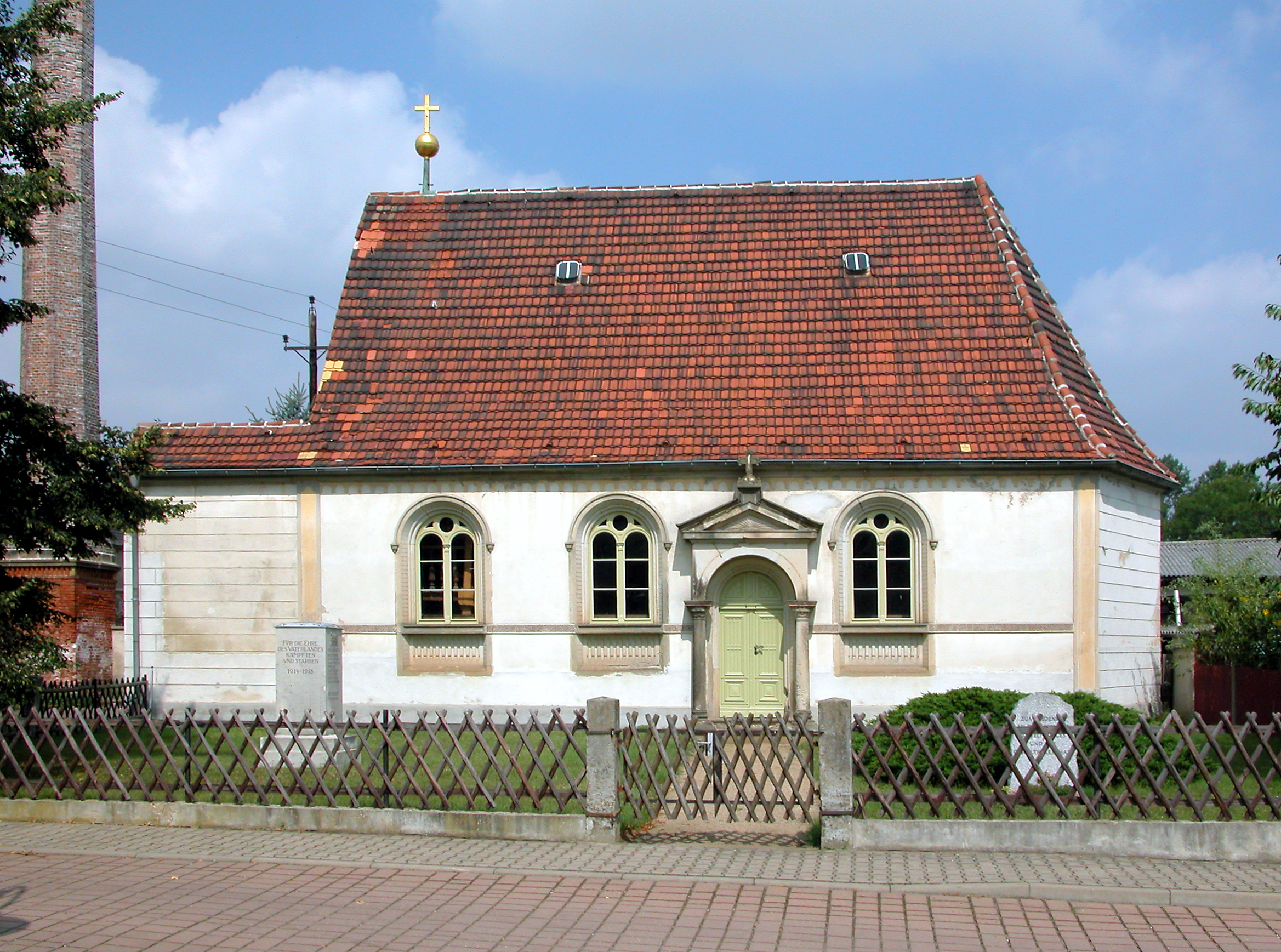
Schlosskapelle Seerhausen

In einer Urkunde aus dem Jahr 1170 wird Seerhausen erstmals als Serusne erwähnt (Reinhardus de Serusne, Urkundenbuch des Hochstifts Naumburg I.). Der Name könnte slawischen Ursprunges sein, vom slawischen Pflanzennamen Zerucha oder Zerus = Hasenfuß, Kresse, Feldblume. Dagegen spricht die deutsche Endung -hausen, so dass der Ortsname von seinem vermutlich ersten Besitzer (einer aus dem alten Geschlecht von Seer) herstammt. Seerhausen war ein altschriftsässiges Rittergut. 
Von 1293 bis 1728 hatten ausnahmslos Mitglieder der Familie von Schleinitz das Rittergut und den Ort Seerhausen unter ihrer Herrschaft. Der erste – Heinrich von Schleinitz – findet bei Johann Friedrich Gauhe Erwähnung. Das letzte Familienmitglied mit dem Lehen Seerhausen war Johanne Charlotte von Schleinitz, Ehefrau von Christoph Dietrich Bose dem Jüngeren. Thomas Freiherr von Fritsch, der berühmte Hubertusburger Friedensminister, kaufte das Rittergut Seerhausen 1728. In dessen Familie blieb der Besitz bis zur Enteignung durch die Bodenreform in der DDR. Das vermutlich an die 1000 Jahre alte Schloss Seerhausen wurde am 23. März 1949 gesprengt. 
Von 1704 bis 1725 bestand im Ort eine Poststation am Postkurs Leipzig–Dresden, die danach nach Stauchitz verlegt wurde. 1938 wurden die Ortsteile Groptitz und Kalbitz nach Seerhausen eingemeindet. Nach der Kreisreform in der DDR gehörte Seerhausen seit 1952 nicht mehr zu Oschatz, sondern zum Kreis Riesa. Am 1. Oktober 1996 wurde Seerhausen in die Gemeinde Plotitz eingemeindet. 1999 wurde dann durch die Gemeindegebietsreformgesetze in Sachsen die Gemeinde Stauchitz gebildet.

## Regelmäßige Veranstaltungen
- Familienfest im Schlosspark Seerhausen
- Eierweglauf
- Weihnachtsmarkt

## Söhne und Töchter des Ortes
- Thomas Freiherr von Fritsch (1700–1775), Jurist, Politiker, Hubertusburger Friedensminister
- Hanns Johst (1890–1978), Schriftsteller, Dramatiker und Nationalsozialist (Kultur-Funktionär), seit 1935 Präsident der Reichsschrifttumskammer (RSK)
- Lothar Kurbjuweit (* 1950), Fußballspieler